# Mohammad-Ali Najafi
assinatura
Mohammad-Ali Najafi (em persa: محمدعلی نجفی; nascido em 13 de janeiro de 1952) é um matemático iraniano e político reformista que foi  prefeito de Teerã, servindo no cargo por oito meses, até abril de 2018. Ele ocupou cargos de gabinete durante os anos 1980, 1990 e 2010; também é professor aposentado de matemática na Universidade Sharif de Tecnologia e está atualmente sob custódia policial com acusações de homicídio e se apresentou à polícia local depois de matar sua segunda esposa.
Najafi nasceu em Teerã em 13 de janeiro de 1952. Ele ficou em primeiro lugar no vestibular da Universidade Nacional Iraniana e se matriculou na Universidade Sharif de Tecnologia (então conhecida como Universidade de Tecnologia de Aryamehr).  É bacharel em matemática pela Sharif University of Technology . Após seu bacharelado, ele se matriculou no programa de pós-graduação do Massachusetts Institute of Technology . Ele recebeu seu diploma de mestrado em matemática com o grau final de A + em 1976, mas abandonou o programa de doutorado em 1978 durante a revolução iraniana para retornar ao Irã.
Após a revolução iraniana de 1979, Najafi retornou ao Irã e tornou-se um membro do corpo docente da Universidade de Tecnologia de Isfahan em 1979, além disso foi  presidente da universidade de 1980 a 1981. Foi membro do corpo docente do departamento de ciências matemáticas da Universidade Sharif de Tecnologia de 1984 até 1988, quando deixou o corpo docente e se mudou para o governo.
No final do governo reformista de Mohammad Khatami e após a eleição de Mahmoud Ahmadinejad, Najafi voltou para a universidade e foi professor no departamento de matemática da Universidade Sharif de Tecnologia  trabalhando na teoria da representação .
Najafi serviu como conselheiro de Mostafa Chamran . e foi ministro do ensino superior de 1981 a 1984 no gabinete do então primeiro-ministro Mir-Hossein Mousavi . Em 1989, tornou-se ministro da educação sob o comando do então presidente Hashemi Rafsanjani e serviu até 1997. Em 1997, foi nomeado vice-presidente e chefe da Organização de Planejamento e Orçamento pelo presidente Mohammad Khatami, mas depois de uma fusão da organização com outra, ele foi sucedido por Mohammad Reza Aref no posto. Najafi foi assessor do Presidente Khatami e assessor sênior do ministro das indústrias de 2001 a 2005. Nas eleições para o Conselho da Cidade e Aldeia do Irã, em 2006, Najafi concorreu a um assento no Conselho da Cidade de Teerã . Ele encabeçou uma lista chamada " A União dos reformistas " (ائتلاف اصلاح‌طلبان). Essa foi a primeira vez que Najafi concorreu em uma eleição geral no Irã, porém não buscou a reeleição nas eleições de 2013 . Najafi também foi assessor de Mahdi Karroubi , e é  co-fundador do Partido Executives of Construction .
Ele foi nomeado ministro da educação por Hassan Rouhani, no entanto, o Parlamento não aprovou a sua nomeação em 15 de agosto de 2013 , recebendo 142 votos a favor, 133 votos contra e 9 abstenções. Foi nomeado chefe do Patrimônio Cultural, Artesanato e Organização de Turismo em 17 de agosto  ,no entanto, Najafi renunciou ao cargo em 30 de janeiro de 2014 devido a problemas de saúde, tornando-se a primeira mudança no gabinete de Rouhani .
Em 21 de julho de 2017, Najafi foi o candidato com mais votos entre os sete principais candidatos a prefeito de Teerã  e em 10 de agosto de 2017, foi eleito por unanimidade como novo prefeito pela Câmara Municipal de Teerã, derrotando Elaheh Koulaei e Mohsen Mehralizadeh . A decisão não foi oficial e entrou em vigor quando o conselho convocou sua primeira reunião oficial em 23 de agosto. Depois que seu trabalho levou mais tempo do que o habitual, o conselho nomeou um zelador em 27 de agosto. Horas depois e minutos até meia-noite, o Ministério do Interior aprovou suas credenciais e ele assumiu o cargo.
Najafi renunciou em 14 de março de 2018 depois de um vídeo que ele aparecia assistindo garotas dançando, fato que ofendeu os clérigos iranianos. No entanto, de acordo com um dos membros do conselho, a demissão foi devido a problemas médicos.
Em 28 de maio de 2019, a segunda esposa de Najafi, Mitra Ostad, foi encontrada morta na banheira de sua casa na Torre Armita de Sa'adat Abad . A polícia iraniana anunciou que foi morta por tiros, com uma bala no coração e outra no braço. Horas depois, Najafi confessou ter assassinado por indicação à polícia. O chefe do departamento de investigação criminal da polícia de Teerã disse que estava detido e descobriu as armas com as quais atirou. Um vídeo também foi transmitido nesses detalhes.